# 4992 Kálmán
4992 Kálmán eller 1982 UX10 är en asteroid i huvudbältet som upptäcktes den 25 oktober 1982 av den sovjetisk-ryska astronomen Ljudmila Zjuravljova vid Krims astrofysiska observatorium på Krim. Den är uppkallad efter den ungerske kompositören Emmerich Kálmán.
Asteroiden har en diameter på ungefär 6 kilometer och den tillhör asteroidgruppen Maria.